# Paadushoaivi
Paadushoaivi är en kulle i Finland.   Den ligger i Utsjoki kommun i landskapet Lappland, i den norra delen av landet, 1 100 km norr om huvudstaden Helsingfors. Toppen på Paadushoaivi är 430 meter över havet. Paadushoaivi ingår i Paistunturit.
Terrängen runt Paadushoaivi är platt åt sydost, men åt nordväst är den kuperad.  Trakten runt Paadushoaivi är nära nog obefolkad, med mindre än två invånare per kvadratkilometer. Omgivningarna runt Paadushoaivi är i huvudsak ett öppet busklandskap.